# 붐 테크놀로지
붐 테크놀로지(Boom Technology, Inc., 상표명: 붐 슈퍼소닉, Boom Supersonic)는 오버처(Overture)라는 초음속 여객기를 설계하는 미국 회사이다. 이 회사는 또한 1/3 규모의 시연 장치인 붐 XB-1 베이비 붐을 개발하고 있다.

## 프로젝트

### XB-1 "베이비 붐" 데몬스트레이터
붐 XB-1 "베이비 붐"은 1/3 크기의 초음속 시연기로서 마하 2.2를 유지하도록 설계되었으며 범위는 1,000해리[nmi](1,900km, 1,200마일) 이상이며 제너럴 일렉트릭 J85 3대에 의해 구동된다. )추력이 4,300파운드 힘[lbf](19kN)인 엔진 15개) 2020년 10월에 출시되었다. 2022년에 비행 테스트를 할 것으로 예상되었지만 지연으로 인해 첫 비행이 2024년 3월 22일로 밀렸다. 시험 비행 동안 항공기는 최대 238노트(시속 273마일)의 속도에 도달했다. 그리고 7,000피트 이상의 고도를 달성했다.

### 오버처 여객기
붐 오버처는 제안된 마하 1.7(1,000kn; 1,800km/h; 1,100mph), 65~88인승 초음속 수송기로 계획된 범위는 4,250nmi(7,870km; 4,890mi)이다. 500개의 실행 가능한 노선을 통해 붐은 비즈니스 클래스 요금을 제공하는 1,000대의 초음속 여객기 시장이 있을 수 있다고 이야기한다. 2017년 12월까지 76개의 약속을 모았다. 콩코드의 델타 날개 구성을 사용하고 복합 재료를 사용하기로 결정했다. 3개의 15,000~20,000lbf(67~89kN) 건식 터보팬 엔진으로 구동된다.
2021년 1월 붐은 2026년에 오버처 시험 비행을 시작할 계획을 발표했으며 붐의 CEO 블레이크 스콜(Blake Scholl)은 "오버처의 비행이 2030년에 가능할 것으로 추정한다."고 말했다.
유나이티드 항공은 2021년 6월에 붐 오버처 항공기 15대를 구매하는 계약을 체결했으며 35대를 추가로 구매할 수 있는 옵션이 있다고 발표했다. 아메리칸 항공은 2022년 8월에 붐 오버처 항공기 20대를 구매하기로 합의했다고 발표했다.

### 심포니 엔진
2022년 12월, 붐은 서곡을 위해 설계된 새로운 추진 시스템인 심포니를 발표했다. 붐은 엔진 설계를 위한 Florida 터빈 테크놀로지스(Turbine Technologies), 적층 기술 설계 컨설팅을 위한 GE 어디티브, 유지 관리를 위한 스탠더드에어로(StandardAero) 등 세 회사와 협력하여 심포니를 개발할 예정이다.

### 마하 4 여객기 콘셉트
붐 슈퍼소닉은 마하 4 여객기에 대한 개념 설계 및 기술 로드맵을 개발하기 위해 NASA가 주도하는 연구에 참여하고 있다. 붐은 블루 리지 리서치 앤드 컨설팅(Blue Ridge Research and Consulting) 및 롤스로이스 노스아메리칸 테크놀로지스(Rolls-Royce North American Technologies)와 함께 Northrop Grumman Aeronautics Systems가 이끄는 팀의 일원이다.

## 같이 보기
- 콩코드 (비행기)